# SN 1998fe
SN 1998fe – supernowa odkryta 19 lipca 1998 roku w galaktyce NGC 6027D. W momencie odkrycia miała maksymalną jasność 18,00m.